# Теория за когнитивно развитие
Започвайки от около 1960 година, формулираната от швейцарския биолог и философ Жан Пиаже теория за развитието на интелектуалната компетентност, започва да доминира мисленето за развитието на интелектуалната компетентност от младенческата възраст до зрялата възраст. Теорията се фокусира върху развитието на детското мислене и в частност на логическото мислене. Тя поддържа становището, че в процеса на развитието детската мисъл преживява серия от фундаментални промени, така че по-късните начини на мислене зависят, но са качествено различни, от по-ранните и движението винаги е по посока на по-голямата логическа консистентност.

## Стадии на интелектуалното развитие

### Сензомоторен стадий
Шестте подетапа на този стадий, покриващ приблизително първите две години от живота, показват следните характеристики и развитие:
- детето проявява вътрешни рефлекси и неспособност за мислене. Рефлексите имат цел или разграничават детето от заобикалящото го;
- рефлексите се разширяват в повторни действия;
- способността да се репродуцират непредвидени, приятни и интересни събития;
- засилена координация на процедурите, за да се накарат интересните неща да продължат;
- откриване на нови начини за произвеждане на интересни резултати;
- способност да се представят интересните събития символно.

### Предоперационален стадий
Този етап, покриващ приблизително годините между 2 и 7, често пъти е характеризиран чрез това, което детето не може да прави. Децата на този етап се разграничават от изумителните ограничения на своето мислене. Тяхната мисъл обаче изглежда ригидно фокусирана само върху един аспект на ситуацията – често пъти тяхната собствена гледна точка (егоцентризъм) и изключването на други измерения или перспективи.

### Стадий на конкретните операции
Грешките, които детето прави на предоперационалния етап, се коригират на следващия етап, но не еднакво или изведнъж. Чувството за квалифициращия признак – конкретното в името на етапа, е операционалното решение на проблемите (тоест решение, основано на система от обратими умствени действия) се разработва поотделно за различното съдържание на проблемите. Консервацията (или запазването) например се придобива от детето в следния ред: брой, дължина и маса, повърхност, тегло, време и обем.

### Стадий на формалните операции
Системата от обратими операции става все по-координирана и се разширява на следващия етап – етапа на формалните операции, който започва на 11 – 12 годишна възраст. Детето е способно да разглежда всички възможности и да варира всички освен една при анализа на физическо събитие. Способността умствено да се варират всички възможни аспекти на ситуацията освен един означава, че детето може да изобретява обекти и ситуации, които не е възможно да съществуват в реалността (въображение). Така реалността е подложена на възможности и формата може да се разглежда и манипулира извън съдържанието си за разлика от детето на етапа на конкретните операции.